# Liubán
Liubán (en ruso: Любань) es una ciudad del raión de Tosno, óblast de Leningrado, en Rusia. Está situada a orillas del río Tigoda, 85 km al sureste de San Petersburgo. Cuenta con una población de 4480 habitantes (2010).
En el siglo XV se fundó un asentamiento en lo que ahora es Liubán. En 1912 le fue concedido al territorio el estatus de ciudad. La línea ferroviaria Moscú-San Petersburgo atraviesa la ciudad. La principal empresa industrial es una planta maderera.

## Evolución demográfica
| Censo | 1897 | 1926 | 1959 | 1970 | 1979 | 1989 | 1992 | 1996 | 1998 | 2000 | 2001 | 2003 | 2005 | 2006 | 2007 | 2010 |
| ----- | ---- | ---- | ---- | ---- | ---- | ---- | ---- | ---- | ---- | ---- | ---- | ---- | ---- | ---- | ---- | ---- |
| Pob.  | 1,0  | 4,3  | 7,1  | 7,0  | 7,0  | 5,1  | 4,7  | 4,3  | 4,2  | 4,1  | 4,0  | 4,6  | 4,5  | 4,5  | 4,5  | 4,4  |